# هاورلی (ویرجینیا)
هاورلی (به انگلیسی: Hurley) یک منطقهٔ مسکونی در ایالات متحده آمریکا است که در شهرستان بیوکانان، ویرجینیا واقع شده‌است.